# Metodo circle-time
Il circle-time è una metodologia educativa e didattica che si attua con la disposizione a cerchio dei componenti, così che ciascuno possa avere l'attenzione di tutti.
Tale metodo stimola l'inclusione, elimina le disparità tra alunni e insegnante poiché esso farà parte del cerchio e sarà allo stesso livello degli alunni, favorisce le competenze individuali valorizzando le potenzialità e le diversità di ciascun alunno. 
Fornisce un momento per ascoltare, sviluppare l’attenzione, promuovere la comunicazione orale e apprendere nuovi concetti e abilità. 
Ideato durante gli anni Settanta nell'ambito della psicologia umanistica, è una metodologia utilizzata dai docenti nelle scuole italiane di ogni ordine e grado, che trova spazio, senza limiti età, anche in ufficio o in azienda.